# Sinus Amoris

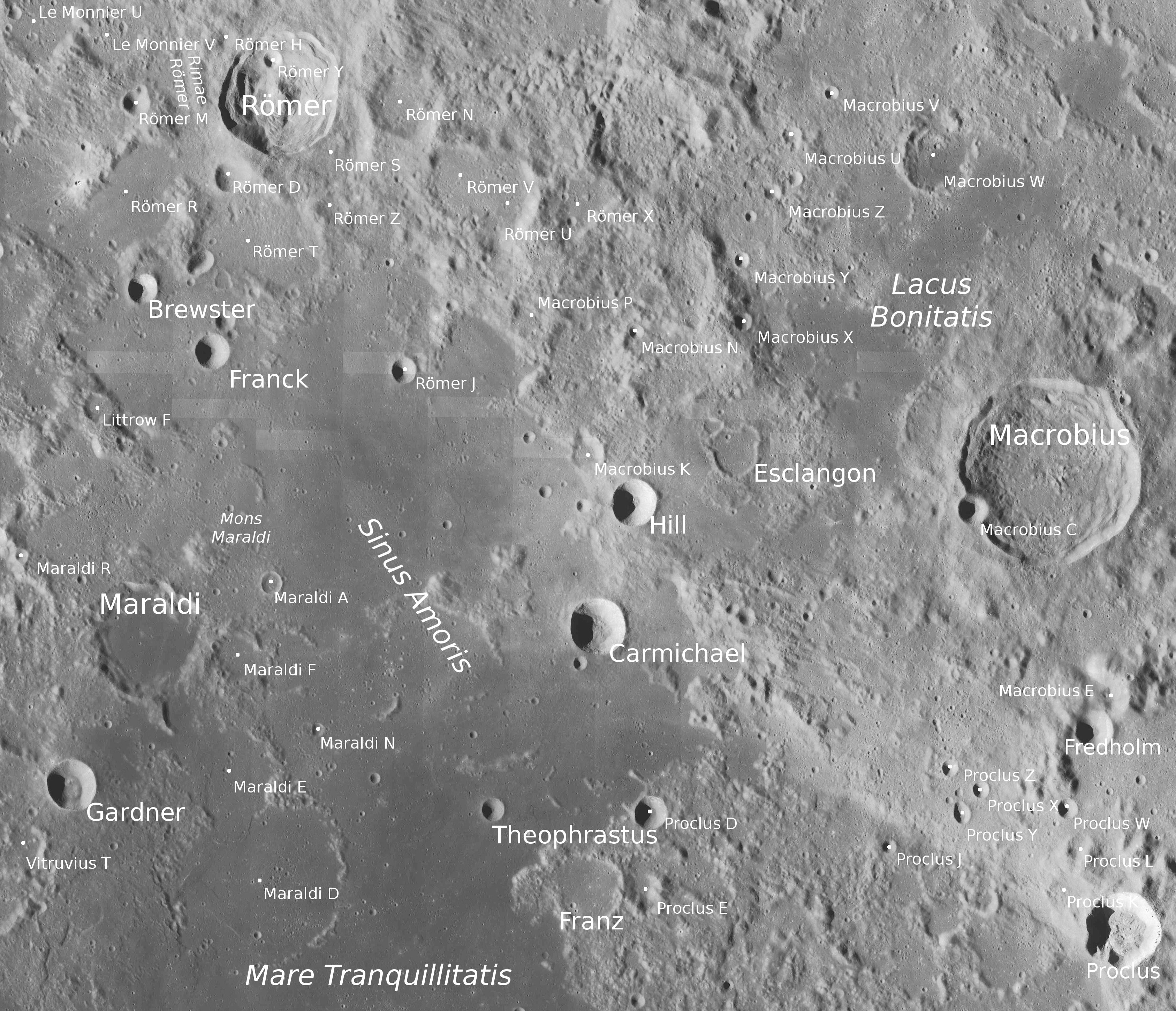
Vue de l'environnement étendu du Sinus Amoris.

Le Sinus Amoris (en latin : Golfe de l'Amour) est une mer lunaire qui s'étend vers le nord à partir de l'extrémité septentrionale de la Mare Tranquillitatis. Au nord de ce golfe s'élèvent les Montes Taurus.
Son diamètre est d'environ 189,1 kilomètres. Ce golfe a reçu son appellation en 1976 par l'union astronomique internationale.
Le Sinus Amoris est ceinturé par plusieurs cratères : Theophrastus (en) au sud ; Maraldi (en) à l'ouest avec son massif montagneux du Mons Maraldi ; Brewster, Franck (en) et Römer (en) au nord et Carmichael et Hill (en) à l'est.

## lien interne
- Liste des mers lunaires